# Valsjö gård, Ösmo

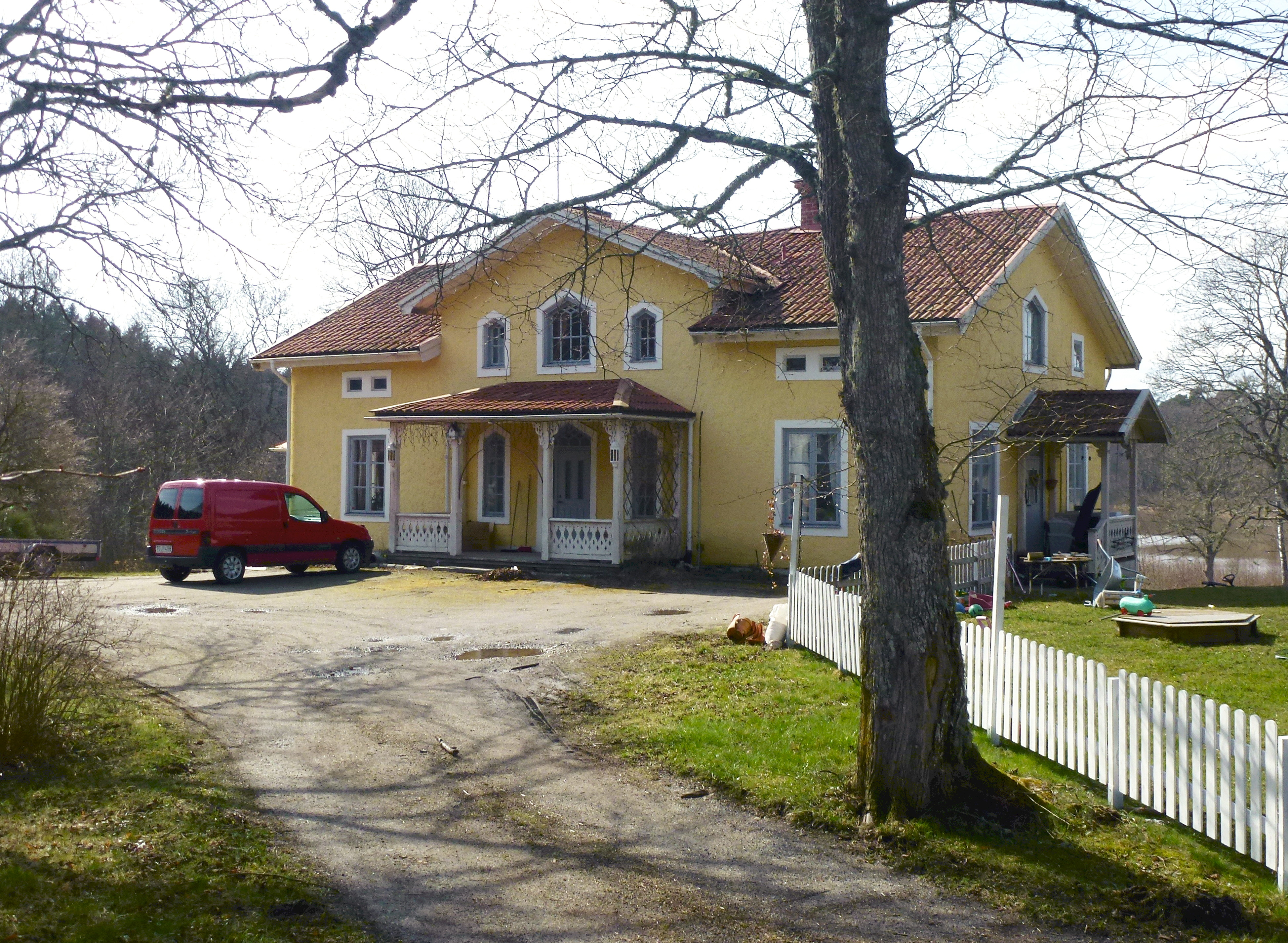
Valsjö gård, huvudbyggnad, 2015

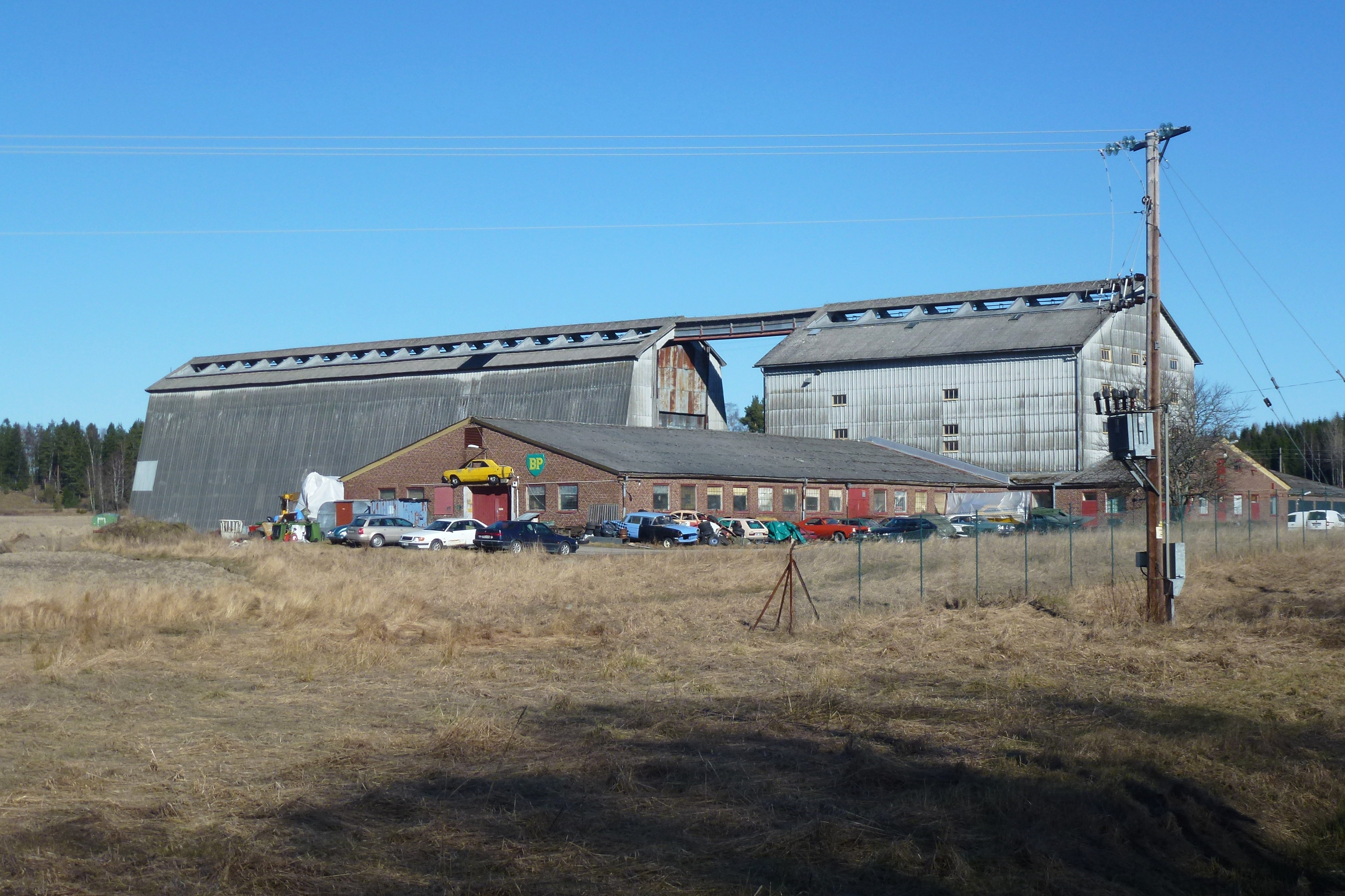
Valsjö gårds ekonomibyggnader, 2015.

Valsjö gård har tidigare varit herrgård och säteri i Ösmo socken och Nynäshamns kommun på Södertörn.

## Ägostruktur
Valsjö som redan på medeltiden blev ett säteri brukades dock under 1500-talet som kronohemman. I 1600-talets mitt återupprättades gårdens säterirättighet under Beata Oxehuvuds ägotid. Hon var änka efter Didrik Yxkull. Därefter har gården sedan 1759, med undantag för åren 1862-1918 då den var utarrenderad, brukats under godset Nynäs.

## Byggnader
Manbyggnaden från 1867 har en sexdelad plan och består av en och en halv våning. Huset är knuttimrat och reveterat. Därtill finns en knuttimrad och locklistpanelad fatbur på gårdsplanen, som är försedd med ett så kallat tälttak och vars flöjel bär årtalet 1769. 
Gårdens nuvarande ekonomibyggnader som ligger norr om väg 528 är uppförda i olika etapper under 1940- och 1950-talen på initiativ av Axel Ax:son Johnson som då var ägare. Den första delen byggdes 1940-41 och är en låg tegelbyggnad som innehöll stall för cirka 125 djur. Idag finns en motorklubb i byggnaden. Vinkelrätt mot den står den höga ladan som dominerar landsbilden.

## Bilder

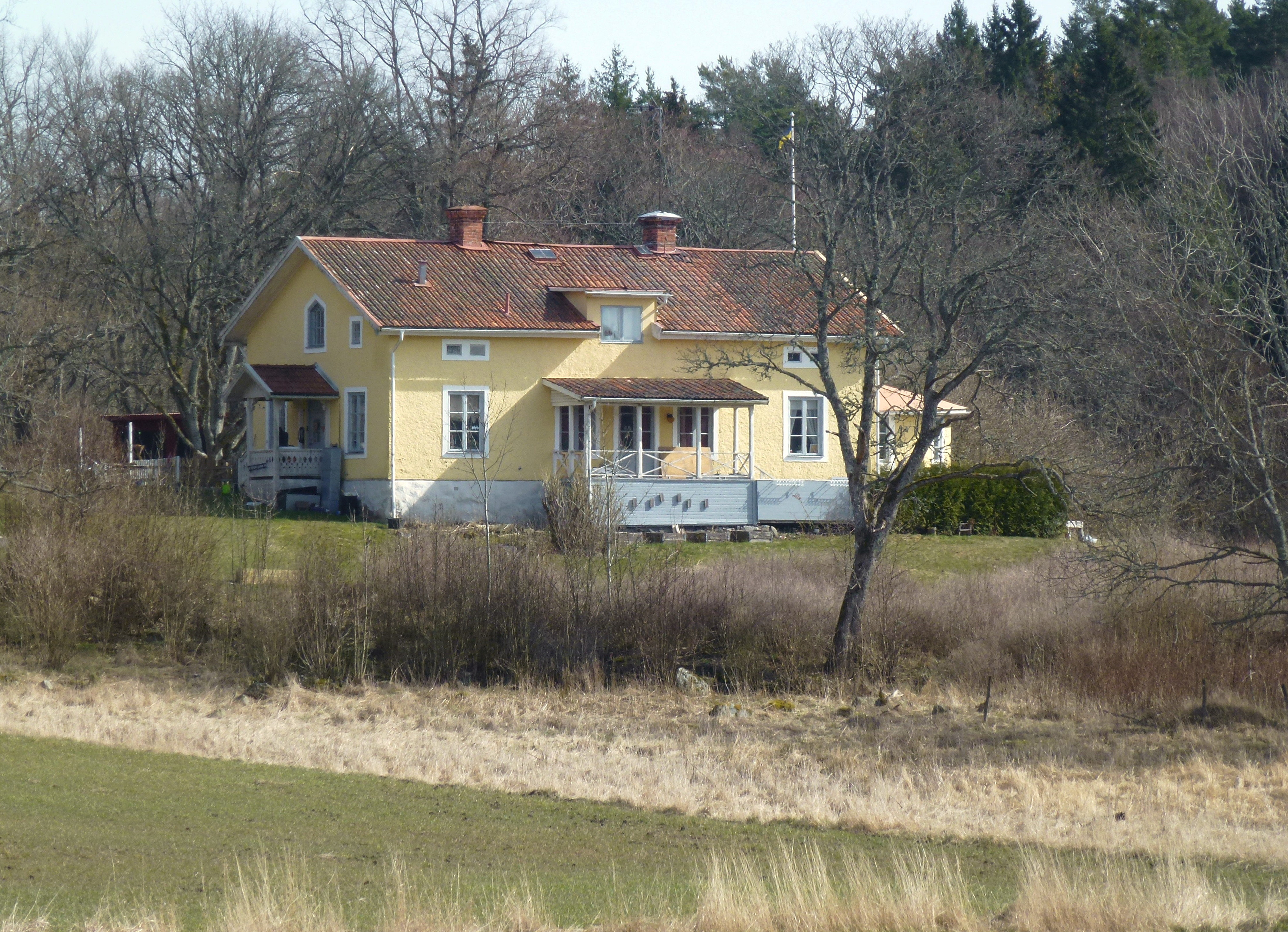
Huvudbyggnad
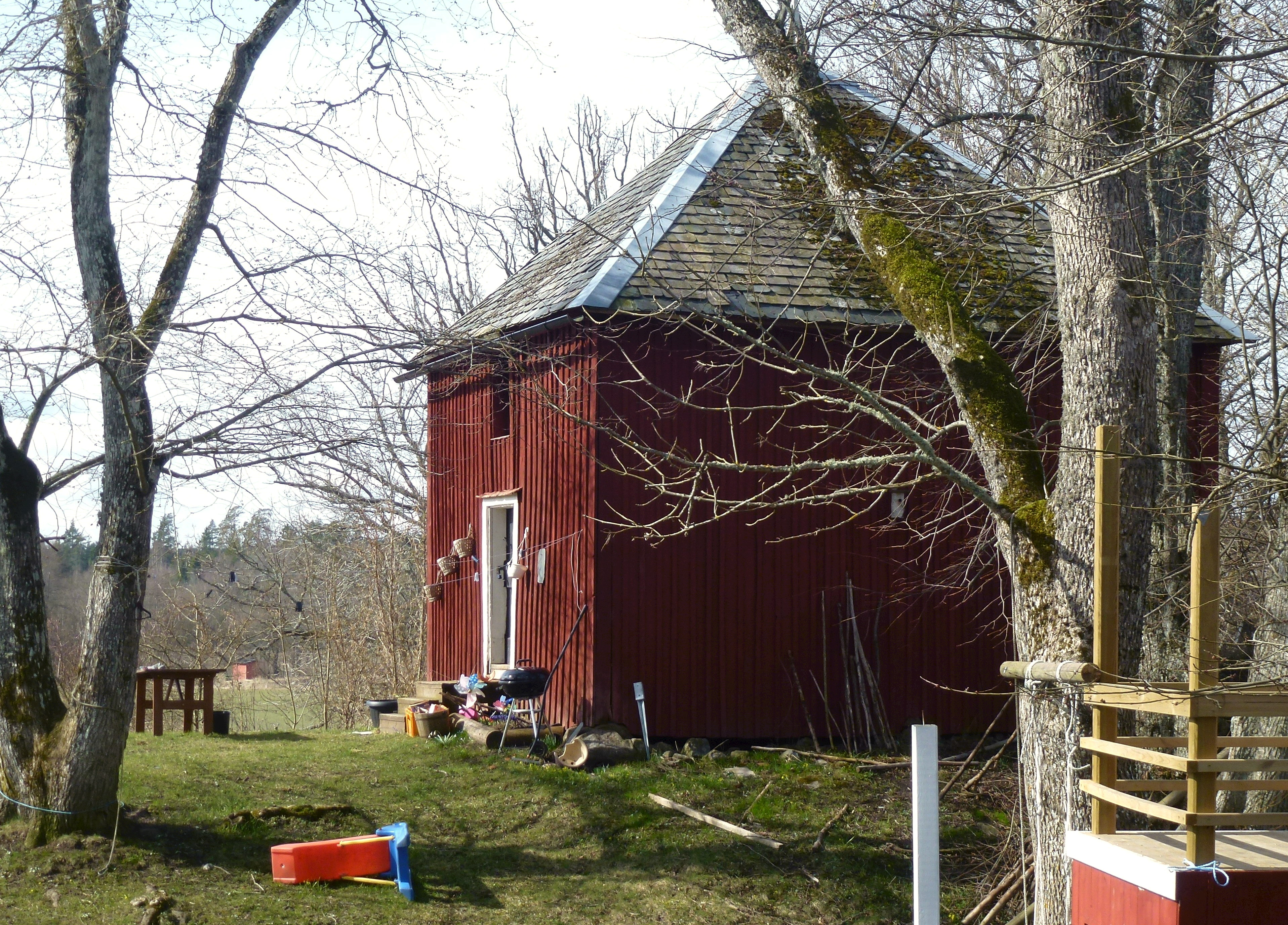
Gårdens fatbur
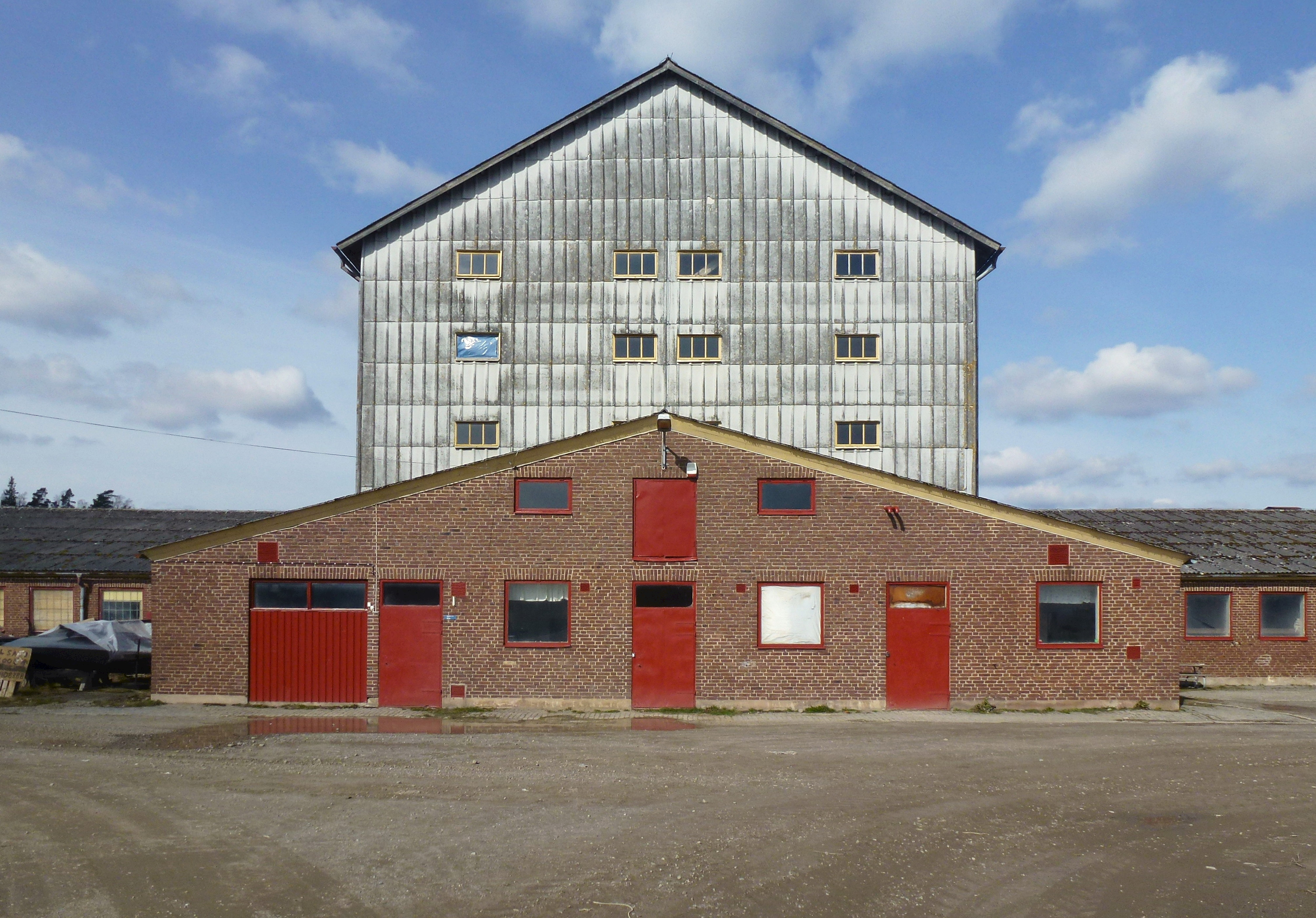
Gårdens lada
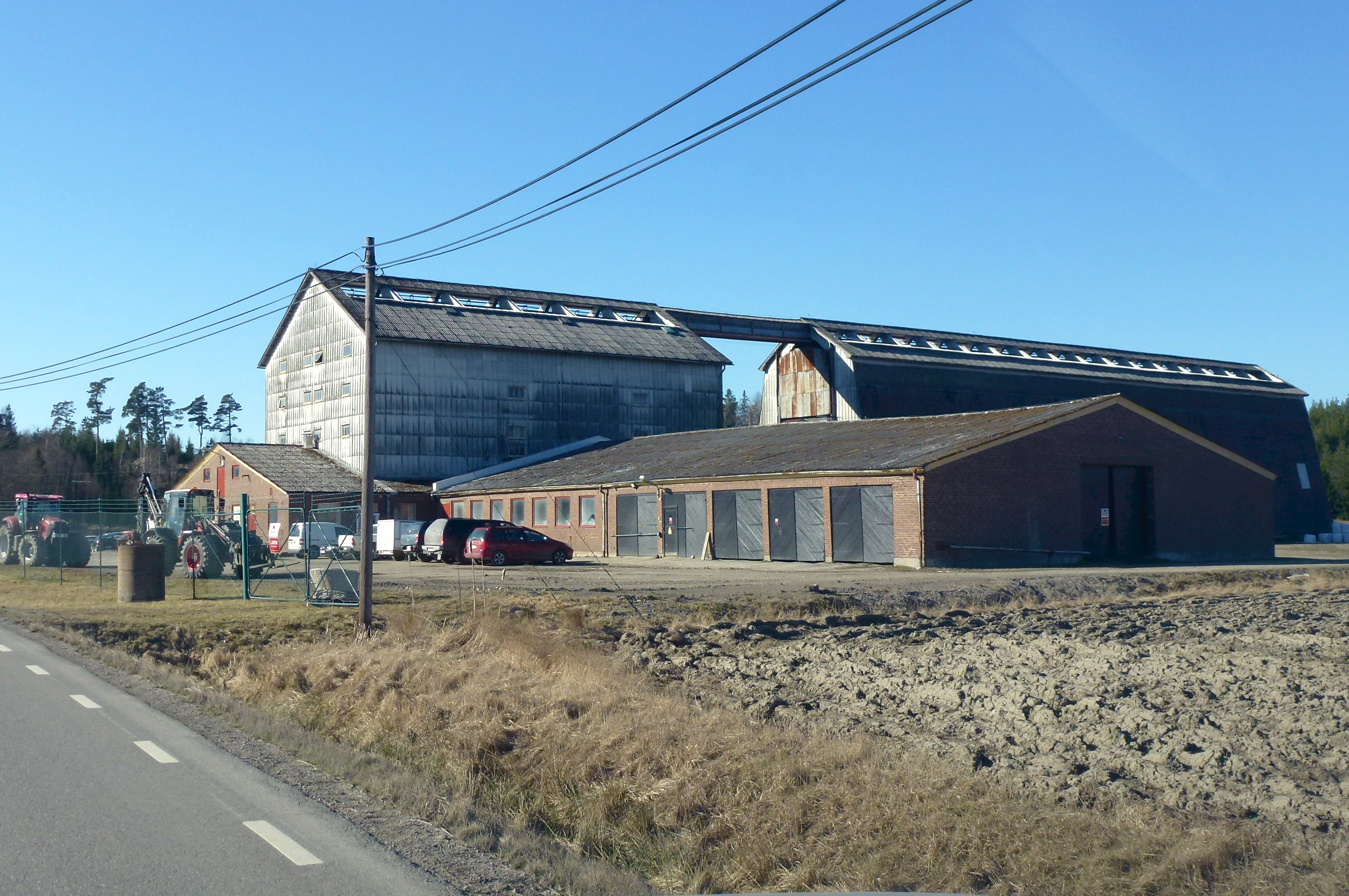
Gårdens monumentala ekonomibyggnader

## Källa
Kulturmiljöprogram för Nynäshamns kommun hämtat från the Wayback Machine (arkiverat 4 mars 2016).Länsstyrelsen i Stockholms län, 1983, Peter Bratt och Rolf Källman.
- Tidskriften "Tegel", 1944, Monumentala ekonomibyggnader, s. 10-18.